# St. Michael (Kallmünz)

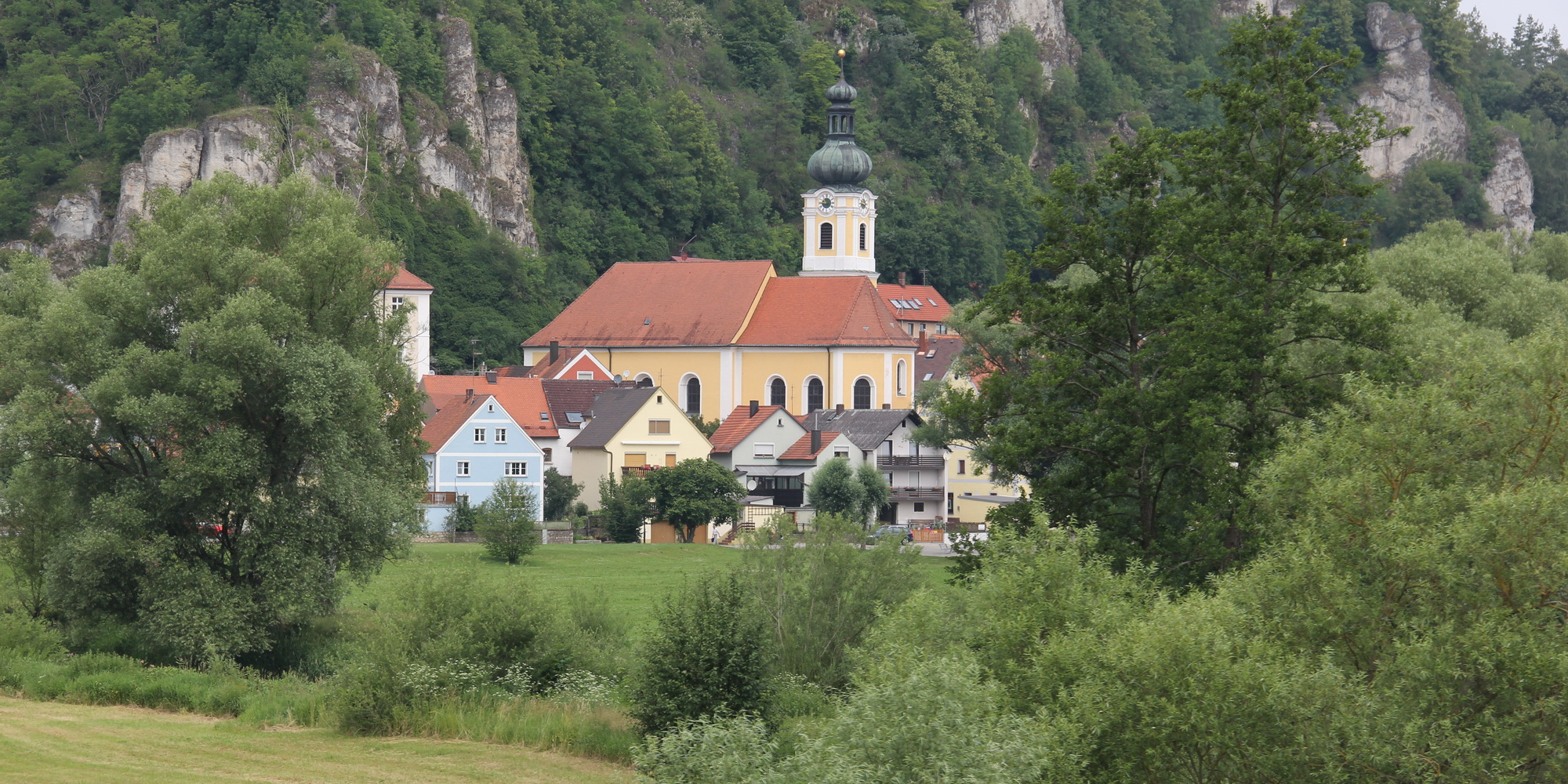
St. Michael (Kallmünz)

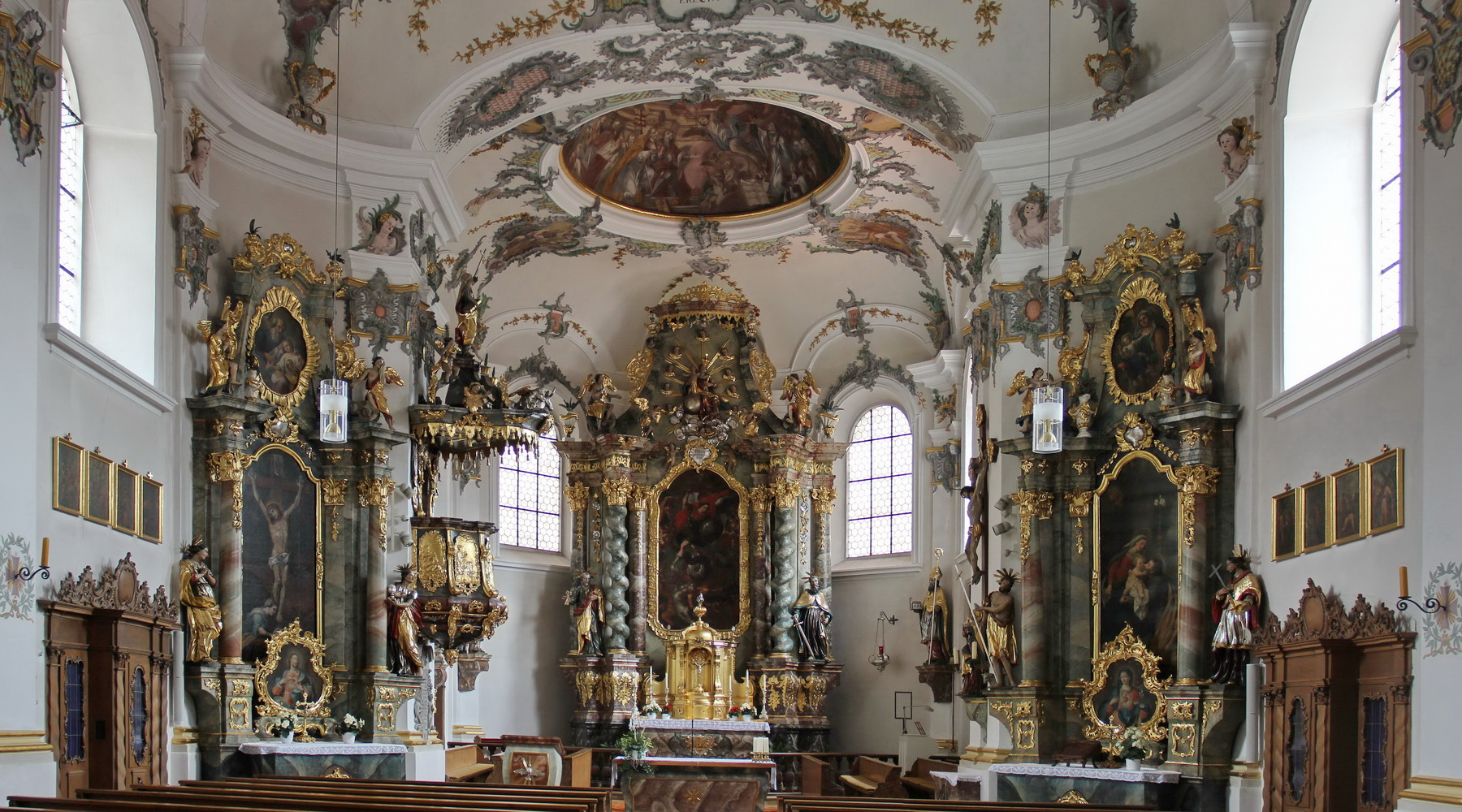
Innenraum

Die römisch-katholische, denkmalgeschützte Pfarrkirche St. Michael steht in Kallmünz, einem Markt im Landkreis Regensburg der Oberpfalz. Sie ist dem Bistum Regensburg zugeordnet. Das Bauwerk ist unter der Denkmalnummer D-3-75-156-34 als Baudenkmal in die Bayerische Denkmalliste eingetragen.

## Beschreibung
Die Saalkirche wurde 1751–58 unter Einbeziehung von Teilen der romanischen Wehrkirche erbaut. Sie besteht aus einem Langhaus, einem eingezogenen, dreiseitig geschlossenen Chor im Osten und einem Chorflankenturm an seiner Nordwand. Seine Obergeschosse, die die Turmuhr und den Glockenstuhl beherbergen, sind mit Pilastern und Lisenen gegliedert. Darauf sitzt eine Welsche Haube.
Auf dem Fresko an der Decke des Langhauses ist der Erzengel Michael dargestellt. Die Deckenmalerei am Spiegelgewölbe im Chor zeigt die heilige Dreifaltigkeit. Zur Kirchenausstattung gehört ein in der Mitte des 18. Jahrhunderts  gebauter Hochaltar, der von je drei Säulen flankiert wird, die einen Baldachin tragen. Auf dem Altarretabel ist der Erzengel Michael dargestellt. Im Altarauszug ist Maria zu sehen.